# Maxillaria cuzcoensis
Maxillaria cuzcoensis är en orkidéart som beskrevs av Charles Schweinfurth. Maxillaria cuzcoensis ingår i släktet Maxillaria och familjen orkidéer. Inga underarter finns listade i Catalogue of Life.